# خوان پیکر سیمون
خوان پیکر سیمون (اسپانیایی: Juan Piquer Simón‎؛ ‏ ۱۶ فوریهٔ ۱۹۳۵ – ۸ ژانویهٔ ۲۰۱۱) کارگردان فیلم، فیلم‌نامه‌نویس، و تهیه‌کننده فیلم اهل اسپانیا بود.
از فیلم‌ها یا مجموعه‌های تلویزیونی که وی در آن‌ها نقش داشته‌است، می‌توان به تکه‌ها اشاره نمود.